# Platypalpus glacialis
Platypalpus glacialis är en tvåvingeart som beskrevs av Axel Leonard Melander 1927. Platypalpus glacialis ingår i släktet Platypalpus och familjen puckeldansflugor.
Artens utbredningsområde är Montana. Inga underarter finns listade i Catalogue of Life.